# Перут
Перут су ситне љускице настале љуштењем мртве коже на глави покривене косом, а каткад и на другим деловима главе. У неким кожним обољењима (као што су нпр. себорични екцеми) перут може бити обилна и праћена сврабом.